# آلانیس اوبامساوین
آلانیس اوبامساوین (به انگلیسی: Alanis Obomsawin) متولد ۳۱ اوت(آگُست) ۱۹۳۲، کارگردان کانادایی با ریشه‌های نژادی از مردم بومی (نسل اول جمعیت ساکن آمریکا: Indigenous peoples) آبناکی(Abenaki) است. اوبامساوین در نیوهمپشر متولد شد، اما بیشتر طول عمر خود را در کبک کانادا سپری کرده‌است. بسیاری از فیلم‌های مستند تولیدی هیئت ملی فیلم کانادا (N.F.B) حول محور مسائل جمعیت بومیان آمریکا را این زن قصه گو و فیلم‌ساز نوشته و کارگردانی کرده‌است. شناخته شده‌ترین فیلم او کانساتاکه: ۲۷۰ سال مقاومت (به انگلیسی Kanehsatake: 270 Years of Resistance) است که در مورد جنبش مقاومت اوکا در سال ۱۹۹۰ (به انگلیسی: Oka Resistance or Oka Crisis) در کبک است.

## فعالیت در حوزه فیلم
اوبامساوین اولین فیلم مستند خود با نام کریسمس در کارخانه موس (Christmas at Moose Factory) را در سال ۱۹۷۱ برای هیئت ملی فیلم کانادا (NFB) ساخت
. این همکاری تا نوامبر ۲۰۱۶ به ۴۹ فیلم رسید و طبق برنامه، پنجاهمین فیلم مستند این کارگردان به نام حال مردم ما خوب خواهد شد Our People Will be Healed که در مورد مدرسه‌ای متعلق به جمعیت بومی Cree Nation در مانیتوبای شمالی است در سال ۲۰۱۷ اکران شد.
آخرین فیلم تکمیل شده اوبامساوین، مستند ما نمی‌توانیم یک اشتباه را دوباره تکرار کنیم (We Can't Make the Same Mistake Twice) است که به مسئله شکایات حقوق بشری علیه دولت کانادا (human rights complaint filed against the Canadian government) با اتهام تبعیض علیه فرزندان بومیان نسل اول، می‌پردازد. اولین نمایش جهانی این فیلم روز ۲۳ شهریور ۱۳۹۵ (۱۳ سپتامبر ۲۰۱۶)، در فستیوال بین‌المللی فیلم تورنتو (2016 Toronto International Film Festival) انجام شد. اولین نمایش جهانی این فیلم روز ۲۳ شهریور ۱۳۹۵ (۱۳ سپتامبر ۲۰۱۶)، در فستیوال بین‌المللی فیلم تورنتو (2016 Toronto International Film Festival) انجام شد.
مستندی که اوبامساوین در سال ۲۰۱۴ با نام Trick or Treaty ساخت، اولین فیلم ساخته شده توسط یک کارگردان بومی آمریکایی است که در بخش برنامه استادان (Masters programme) جشنواره بین‌المللی فیلم تورنتو به نمایش درآمده‌است. اولین جرقه‌های این فیلم در سال ۲۰۱۰ در ذهن او خورد؛ زمانی که استن لوتیت (Stan Louttit) قائد ارشد شورای موشکگوک (Mushkegowuk Council) از اوبامساوین برای فیلمبرداری از کنفرانسی که شورا پیرامون معاهده شماره ۹ میزبانی می‌کرد، دعوت کرد.
ساخته ۲۰۱۳ اوبامساوین های-هو میستاهی! (Hi-Ho Mistahey!) نام دارد که در آن مستند، داستان نوجوانی را دنبال می‌کند که فعال مسائل تحصیلی جمعیت بومیان آمریکاست. این فیلم برای اولین بار در فستیوال بین‌المللی فیلم تورنتو ۲۰۱۳ نمایش داده شد.
پروژه ۲۰۱۲ وی با نام مردم رودخانه کاتاواپیسکاک (The People of the Kattawapiskak River) نیز زمانی رقم خورد که اوبامساوین یک سال قبل از آن برای ساختن پروژه دیگری از NFB در میان مردم آن جمعیت حضور یافته بود تا بتواند از نزدیک مسائل ناشی از بحران خانه‌های آتاواپیسکات (Attawapiskat housing crisis) را مستند کند.
در سال ۲۰۱۰ اوبامساوین ساختن یک درام کوتاه به نام زمانیکه تمام برگ‌ها ریخته‌اند (When All the Leaves are Gone) در مورد تجربه خودش از تحصیل در مدارس عمومی کبک، را به اتمام رساند.
در سال ۲۰۰۹، اوبامساوین مستند پروفسور نورمن کورنت: از چه زمانی ما جواب درست را از جواب صادقانه فسخ می‌کنیم؟ (Professor Norman Cornett: "Since when do we divorce the right answer from an honest answer) را ساخت که در آن به اخراج نورمن کورنت، استاد ارتدکس مطالعات مذهبی دانشگاه مک گیل (McGill University) می‌پردازد. اکران جهانی این در فستیوال فیلم هات داکز (Hot Docs) خواهد بود.
عناوین کارهای اخیر اوبامساوین شامل ساخته‌های ۲۰۰۶ وی از جمله ژن پسر اومد خونه (Gene Boy Came Home) داستان مستند اوژن بندیکت (Eugene Benedict) کهنه سرباز بومی جنگ ویئتنام (Vietnam War), و وابان-آکی: مردمی از آنجا که خورشید طلوع می‌کند (WABAN-AKI: People from Where the Sun Rises) است که نگاه تصویری اوبامساوین از داستانها و مردم محدوده حفاظتی که خود در آن بزرگ شده، یعنی اوداناک (Odanak) را نشان می‌دهد. در سال ۲۰۰۵ نیز اوبامساوین در درام کوتاه خود یعنی سیگوان (Sigwan) دختری را تعقیب می‌کند که با کمک حیوانات جنگل بزرگ شده. مستند تولیدی NFB اوبامساوین در سال ۲۰۰۳، با عنوان ملیت ما (Our Nationhood) عزم و سرسختی ملت نسل اول لیستوگوج میکماک (Listuguj Mi'gmaq First) را برای استفاده و مدیریت منابع طبیعی زمین‌های تاریخی خود، در خطی تاریخی به تصویر می‌کشد. میکماک اسجنوپنیج (برنت چرچ) نیوبرانزویک Esgenoopetitj (Burnt Church), New Brunswick موضوع مستند سال ۲۰۰۲ کارگردان بود. در پروژه آیا تاج شاهی با ما در جنگ است؟(Is the Crown at war with us) اوبامساوین یک پرونده از تنازعات حقوق ماهیگیری بین سازمان شیلات و ماهیگیران غیربومی را دنبال کرده‌است.
در سال ۲۰۰۰ ان.اف. بی (NFB) مستند سنگها در سنگر ویسکی (Rocks at Whiskey Trench) را که چهارمین فیلم اوبامساوین از سری فیلم‌های حول بحران ۱۹۹۰ اوکا بود را منتشر کرد. اولین مستند این سری، کانساتاکه: ۲۷۰ سال مقاومت (Kanehsatake: 270 Years of Resistance) (1993)؛ مستند بلندی از قیام ۱۹۹۰ مردم موهاک در منطقه حفاظت شده کانساتاکه و اوکا است که توانست ۱۸ جایزه بین‌المللی کسب کند. موضوع این فیلم با دیگر مستند نام من کاهنتیاوستا است (My Name is Kahentiiosta) (1995) دنبال می‌شود، که داستان یک زن جوان موهاک است که بعد از تسدید مسلحانه ۷۸ روزه اوکا، دستگیر شد. سومین فیلم این سری مستند (Spudwrench – Kahnawake Man - 1997) است که شخصیت رندی هورن (به انگلیسی: Randy Horne)، یک کارگر فولادسنگین از جمعیت موهاک کاناواکه (Kahnawake) را مقابل دوربین قرار می‌دهد.
فیلم‌های اوبامساوین همچنین شامل اتفاق در رستیگوش (1984) Incident at Restigouche می‌شود که تصویرنگاری قدرتمندی از یورش پلیس به محدوده‌ای میکماک را نشان می‌دهد. همچنین ریچارد کاردنیال: اشکها از خاطرات یک کودک متیس (Richard Cardinal: Cry from a Diary of a Métis Child) (1986) بررسی تکان دهنده خودکشی یک نوجوان، بی آدرس (No Address - 1988) نگاهی به بی‌خانمان‌های مونترئال و همچنین مادر بسیاری فرزندان Mother of Many Children 1977) چندین عنوان دیگر از کارنامه کاری اوست.
اواسط دهه ۶۰ آغاز زمانی بود که اوبامساوین مورد توجه NFB قرار گرفت؛ دوره‌ای که اوبامساوین در حال برگزرای کنسرتهایی برای جذب سرمایه ساختن یک استخر در اوداناک (Odanak) بود. کودکان این جمعیت بومی که اوبامساوین خود نیز به آن‌ها تعلق داشت دیگر نمی‌توانستند در رودخانه سن-فرانسیس (Saint Francis River) شنا کنند، اما همچنان اجازه شنا کردن در استخر محدوده همسایه را هم نداشتند زیرا آن استخر در انحصار ساکنان سفیدپوست محل بود. اوبامساوین با موفقیت در جمع سرمایه ساختن این استخر، توسط سری برنامه تلسکوپ (Telescope) تلویزیون سی بی سی CBC-TV مورد مصاحبه قرار گرفت و این مصاحبه توسط تهیه‌کنندگان ان.اف. بی؛ جوئل کوئنیگ (Joe Koenig) و باب ورال دیده شد تا آغاز همکاری اوبامساوین با این هیئت کلید بخورد. این همکاری همچنان جاری است.
اوبامساوین خود در این مورد می‌گوید: «از اینجا بود که NFB برنامه را دید و من توسط چندین تهیه‌کننده دعوت شدم تا با چند نفر از فیلم سازان آنجا صحبت کنم. کاشف به عمل آمد که آن‌ها استودیوئی دارند که فقط به کلاسی با نوار فیلم‌های آموزشی اختصاص داده شده‌است.»
از این خواننده/قصه گو توسط ان.اف. بی دعوت به عمل می‌آید تا به عنوان مشاور در ساخت فیلمی در مورد مردم بومی همکاری کند. او این همکاری مشاوره‌ای را به کارگردانی فیلم‌های خود رساند. محور فعالیت و مبارزه تصویری این فیلم‌ساز، مردمان بومی و مسائل مربوط به زندگی حاشیه‌ای آنهاست.

## تاریخچه خانوادگی
اوبامساوین در نیوهمپشایر در قلمرو آبناکی متولد شد. زمانی‌که شش ماه داشت، مادرش به محدوده اوداناک (Odanak) در شمال شرق مونترئال رفت و آلانیس تا نه سالگی در آنجا بزرگ شد. تئوفیل پانادیس (به انگلیسی: Théophile Panadis) عموزاده مادرش، او را به سوی تاریخ ملت آبناکی سوق داد و بسیاری آهنگ‌ها و افسانه‌های بومی را نیز به او آموخت. پس از مدتی اوبامساوین و والدینش اوداناک را به مقصد تروا ریویر (به فرانسوی: Trois-Rivièr) محلی که آن‌ها تنها خانواده بومی ساکن بودند، ترک کردند. اوبامساوین بریده شده از ریشه‌هایش، درحالی‌که اندکی از زبان فرانسه و هیچ از زبان انگلیسی می‌دانست، بیش از پیش به آهنگ‌ها و داستان‌هایی که از اوداناک آموخته بود، متصل ماند. او یک فرزند دختر دارد؛ کیسوس اوبامساوین (به انگلیسی: Kisos Obomsawin) که در سال ۱۹۶۹ متولد شد.

## فعالیت غیر فیلم
در سال ۱۹۶۰، اوبامساوین کار حرفه‌ای خود را به عنوان خواننده و آهنگ‌نویس در نیویورک آغاز کرد. او به یک عنوان اجراگر هنری (performer)، کانادا، ایالات متحده و اروپا را با اهداف بشردوستانه، در مسیر دانشگاه‌ها، موزه‌ها، زندان‌ها، مراکز هنری و همچنین فستیوال‌های هنری محلی، گشته‌است. در فستیوال محلی ماریپوزا Mariposa Folk Festival in the 1960s. اوبامساوین خود مدیریت امور صحنه اش را به دست گرفت. آلبوم بوش لیدی (به انگلیسی: Bush Lady) این خواننده، مختص نواها و آهنگ‌های اصیل مردم آبناکی است.
اوبامساوین بیشتر از ۲۵ سال است که به عنوان قلم زن و طراح چاپ نیز فعالیت می‌کند و نمایشگاه‌هایی از کارهایش در کانادا و اروپا داشته‌است. تصور و شمایل مادر و فرزند در کار او برجسته است، همچنین ترکیبی از عناصر و محتوای خواب‌های خودش، ارواح حیوانی و وقایع تاریخی نیز در کارهای او وجود دارند. مجموعه‌ای از آثار او در سال ۲۰۰۷ در مزون لکومب (به فرانسه: Maison Lacombe) کبک به نمایش درآمد.

## جوایز و افتخارات
در نوامبر ۲۰۱۶، اوبامساوین جایزه کلاید گیلمور (Clyde Gilmour) را از انجمن منتقدین فیلم تورونتو دریافت کرد، که وی را «معماری مهم از سینما و فرهنگ کانادا» نامید. همچنین در همین سال، اوبامساوین دو مورد از بزرگ‌ترین عناوین افتخاری کبک را به خود اختصاص داد که شامل دریافت جایزه آلبرت-تسیه (prix Albert-Tessier) برای مشارکت در سینمای کبک (cinema of Quebec) در نوامبر، و نامیده شدن با عنوان افسر ارشد (به انگلیسی: Grand Officer) نظام ملی کبک (National Order of Quebec) در ژوئن همان سال.
در اکتبر ۲۰۱۵، او جایزه یک عمر دستاورد هنری را از فستیوال بین‌المللی فیلم والویدیال (Valdivia International Film Festival) کسب کرد. در فوریه ۲۰۱۵، گروه هنرمندان حامی صلح ساکن مونترئال او را برای جایزه یک عمر دستاورد هنری دیگری معرفی کرد. در مارس همان سال او در میان ۳۵ نفر نخستی بود که نشان نظام هنری و ادبی کبک (به فرانسه:Ordre des arts et des lettres du Québec را در مراسم تحلیف دریافت کرد.
اوبامساوین در سال ۲۰۱۳ به عنوان همکار افتخاری انجمن سلطنتی کانادا (Royal Society of Canada) انتخاب شد. در ژانویه همان سال، آکادمی سینما و تلویزیون کانادا (Academy of Canadian Cinema & Television) در دومین نشست از جوایز کانادین اسکرین (به انگلیسی: 2nd Canadian Screen Awards)، اعلام کرد که جایزه انسان دوستانه خود برای مشارکت استثنایی در خدمات اجتماعی و عمومی را به اوبامساوین می‌دهد. در فستیوال بین‌المللی فیلم تورونتو ۲۰۱۳، او الماس مشارکت برکز (به انگلیسی: Birks Diamond Tribute) را برای «حضور زنان در سینما» ی آن سال دریافت کرد.
در بهار ۲۰۰۹، اوبامساوین با ویژه نمایش کامل آثارش، مورد قدردانی هات داکز (Hot Docs) قرار گرفت و جایزه دستاورد برجسته فستیوال هات داکز را نیز به خود اختصاص داد. همچنین آثار وی بار دیگر با نمایش کامل در روزهای ۱۴ تا ۲۶ ماه مه ۲۰۰۸، در موزهٔ هنر مدرن نیویورک مورد بررسی قرار گرفت. در همان ماه، او جایزه بزرگ هنرهای نمایشی فرماندار (به انگلیسی: Governor General's Performing Arts Award) را برای یک عمر دستاورد هنری به خود اختصاص داد. این نشان که بزرگ‌ترین نشان ملی کانادا در حوزه هنرهای نمایشی است در تالار ریدو (Rideau Hall) شهر اتاوا به اوبامساوین تقدیم شد.
همچنین در ماه مارس ۲۰۰۱، آلانیس اوبامساوین جایزه بزرگ هنرهای رسانه‌ای و تصویری فرماندار (به انگلیسی: Governor General's Award in Visual and Media Arts) را دریافت کرد. اوبامساوین، به عنوان افسر نظام ملی کانادا (به انگلیسی: Officer of the Order of Canada) بسیاری افتخارات دیگر از جمله بزرگداشت یک عمر دستاورد هنری از فستیوال سانتا فو فیلم (Santa Fe Film Festival)، جایزه پیشگام انجمن بین‌المللی مستند، جایزه کارگردانی اثر برجسته زنان تورنتو در فیلم و تلویزیون (به انگلیسی: Toronto Women in Film and Television’s TWIFT)، جایزه دستاورد بومی ملی انجمن هنرهای بومی کانادا، و همین‌طور جایزه مشارکت چشمگیر از انجمن جامعه و مردم‌شناسی کانادا (به انگلیسی: Canadian Sociology and Anthropology Association (CSAA)). در مورد آخرین، برای اولین بار در تاریخ اهدای این جایزه از (CSAA) است که شخصی خارج از چهارچوب دانشگاهی جامعه و مردم‌شناسی، آن را دریافت می‌کند.
اوبامساوین همچنین از دانشکده هنر اونتاریو (به انگلیسی: Ontario College of Art) نشان همکاری، دکترای افتخاری فرهنگ و لغت از دانشگاه یورک، دکترای افتخاری حقوق از دانشگاه کنکوردیا، دکترای افتخاری ادبیات از دانشگاه کارلتون، دکترای افتخاری حقوق از دانشگاه وسترن انتاریو در اکتبر ۲۰۰۷، دکترای افتخاری فرهنگ و لغت از دانشگاه بریتیش کلمبیا در می ۲۰۱۰، و همچنین در آوریل ۲۰۱۶ دکترای افتخاری حقوق دانشگاه دالهاوزی، دریافت کرده‌است. او در مؤسسه تابستانی فیلم و تلویزیون اوتاوا تدریس کرده‌است.
اوبامساوین ریاست هیئت مدیره پناهگاه زنان بومی مونترال و همچنین شورای دولتی کانادا در نظارت بر امور جمعیت بومی را بر عهده داشته‌است. او همچنین عضویت در هیئت مدیره Studio 1؛ استودیو بومی هییٔت ملی فیلم کانادا، مشاوره اسبق در طرح‌های نوآورانه فیلم و همین‌طور Studio D که مختص به زنان رنگین‌پوست و بومی است را در کارنامه خود دارد. به عنوان عضو هیئت مدیره صداهای بومی (به انگلیسی: Aboriginal Voices) او جزء اولین افرادی بود که مجوز رادیو را برای سازمان به‌دست آورد. اوبامساوین که عضو تمام-عمر هیئت مدیره شبکه‌های تلویزیونی مردم بومی نیز می‌باشد، عضویت در تلویزیون ورمونت (به انگلیسی: Vermont PBS) و نشنال جئوگرافیک بین‌المللی را بر عهده دارد.
تأثیر فعالیت حرفه‌ای اوبامساوین در حوزه فیلم مستند بومی با تعلق گرفتن دو جایزه تحت عنوان نام او، برجسته تر شده‌است. سازمان فیلم سینما-پولیتکا (به انگلیسی: Cinema Politica) “جایزه آلانیس اوبامساوین برای تعهد به جمعیت و مقاومت“ را از سال ۲۰۱۱ُ، متأثر از شخصیت الهام بخش و فداکاری بی‌وقفهٔ خانم اوبامساوین، به مستند منتخبی از حوزه عدالت سیاسی و اجتماعی اعطا می‌کند. همچنین مؤسسه imagineNATIVE Film + Media Arts Festival نیز هرساله «جایزه بهترین مستند آلانیس اوبامساوین» را به دستاورد مستند منتخب خود می‌دهد.

## فیلم‌شناسی جزئی
- کریسمس در کارخانه موس: Christmas at Moose Factory - 1971
- تاریخ مانووان/ بخش اول: History of Manowan: Part 1 - 1972
- تاریخ مانووان/ بخش دوم: History of Manowan: Part 2 - 1972
- آمیسک: Amisk - 1977
- مادر بسیاری فرزندان: Mother of Many Children - 1977: also known as: Mère de tant d'enfants
- اشراح کانادایی:برداشت برنج وحشی کنورا: Canada Vignettes: Wild Rice Harvest Kenora - 1979 also known as: "Canada vignettes: le riz sauvage
- اشراح کانادایی: ژوئن در پوون نیوتوک: Canada Vignettes: June in Povungnituk - Quebec Arctic - 1980
- حادثه در رستیگوش: Incident at Restigouche - 1984 also known as: Les événements de Restigouche
- ریچارد کاردینال: اشک‌ها از خاطرات یک کودک متیس: Richard Cardinal: Cry from a Diary of a Métis Child - 1986 also known as: "Richard Cardinal: le cri d'un enfant métis
- منزل پوندمارکر: محلی برای شفا: Poundmaker's Lodge: A Healing Place - 1987 also known as: La Maison Poundmaker: la voie de la guérison
- بی آدرس: No Address - 1988 also known as: Sans adresse
- Le patro Le Prévost 80 ans après - 1991 also known as: Le Patro Le Prévost 80 Years Later
- واکر: Walker - 1991
- کانساتاکه: ۲۷۰ سال مقاومت: Kanehsatake 270 Years of Resistance - 1993 also known as: Kanehsatake - 270 ans de résistance
- نام من کاهنتیاوستا است: My Name Is Kahentiiosta - 1995 also known as: Je m'appelle Kahentiiosta
- اسپادرنچ: مرد کانه واکی: Spudwrench: Kahnawake Man - 1997 also known as: Spudwrench: l'homme de Kahnawake
- سنگها در سنگر ویسکی: Rocks at Whiskey Trench - 2000 also known as: Pluie de pierres à Whiskey Trench
- آیا تاج شاهی با ما در جنگ است؟: Is the Crown at War with Us? - 2002 also known as: La Couronne cherche-t-elle à nous faire la guerre?
- ملیت ما: Our Nationhood - 2003 also known as: La survie de nos enfants
- سیگوان: Sigwan (2005)
- وابان-آکی: مردمی از آنجا که خورشید طلوع می‌کند: Waban-Aki: peuple du soleil levant - 2006 also known as: Waban-Aki: People from Where the Sun Rises
- ژن پسر بیا خونه: Gene Boy Came Home - 2007 also known as: Gene Boy revient chez lui
- پروفسور نورمن کورنت: از چه زمانی ما جواب درست را از جواب صادقانه فسخ می‌کنیم؟: Professor Norman Cornett: 'Since when do we divorce the right answer from an honest answer? - 2009 also known as: Professeur Norman Cornett: Depuis quand ressent-on l'obligation de répondre correctement au lieu de répondre honnêtement?
- زمانیکه تمام برگ‌ها ریخته‌اند: When All the Leaves Are Gone - 2010 also known as: Quand toutes les feuilles seront tombées
- مردم رودخانه کاتاواپیسکاک: The People of the Kattawapiskak River - 2012 also known as: Le peuple de la rivière Kattawapiskak
- های هو میستاهی!: Hi-Ho Mistahey! - ۲۰۱۳
- مورد دادگاه کودکان: Children's Court Case - 2014
- حیله یا پیمان: Trick or Treaty? - 2014